# James Bowie (botánico)
James Bowie (Londres, c. 1789- Claremont, Sudáfrica, 1869) fue un botánico británico.

## Biografía
En 1810, ingresó al servicio del Real Jardín Botánico de Kew. En 1814 fue nombrado recolector botánico de los jardines, junto con Allan Cunningham. Durante dos años ambos viajaron por Brasil, realizando recolecciones de plantas y semillas.
En 1817, viajó a la provincia del Cabo, explorando el interior. Reunió sus colecciones de plantas vivas y secas, mientras hacía dibujos para el herbario de Kew Gardens. Las muestras secas fueron todas al British Museum. 
La Cámara de los Comunes votó reducir la suma concedida para coleccionistas botánicos, así que Bowie, en 1823, tuvo que volver a su residencia en Kew.
Después de cuatro años de inactividad partió de nuevo para el Cabo, donde se encontraba desde hacía años el jardinero Baron von Ludwig. Se convirtió en corresponsal de William Henry Harvey, quien le dedicaría el género Bowiea.
Bowie dejó su empleo hacia 1841, e hizo viajes al interior de Sudáfrica para recoger plantas para la venta. Murió en la pobreza en 1869.

## Algunas publicaciones
- The South African Almanac and Directory. Ed. G. Grieg, 1833